# نویبرند
نویبرند (به آلمانی: Neuberend) یک شهر در آلمان است که در اشلسویگ-فلنسبورگ واقع شده‌است. نویبرند  ۱٬۱۴۳ نفر جمعیت دارد.